# あやつり人形 (カードゲーム)

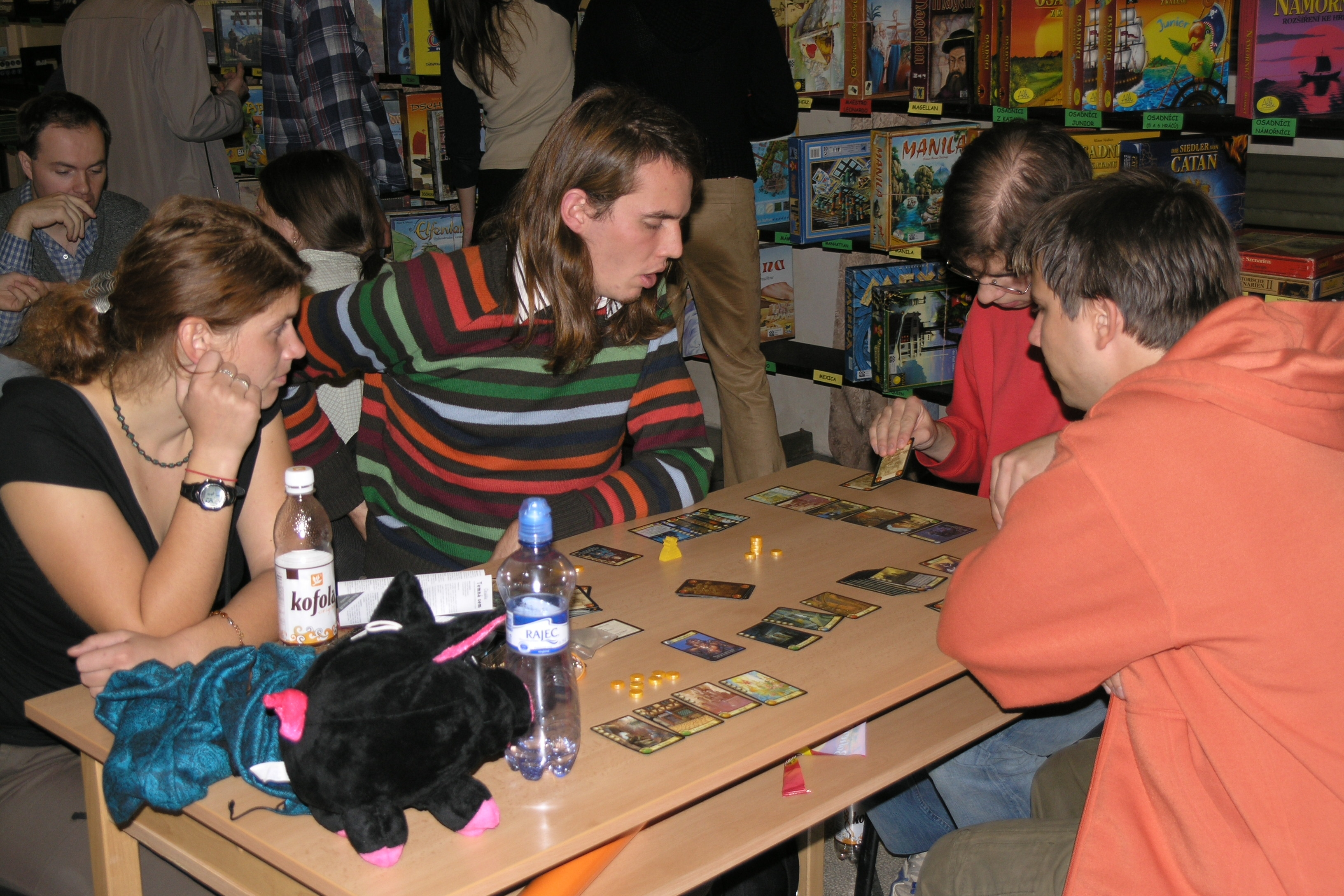
あやつり人形

あやつり人形（あやつりにんぎょう、仏：Citadelles）は、ドイツスタイルゲームであるフランスのカードゲーム。2人以上7人以下で遊ぶ。
プレイヤーの職業が毎回変化する点と、職業ごとに順番が決まるので、座席順にプレイするわけではない点に特徴がある。
あやつり人形は、ブルーノ・ファイドゥッティ が制作した。2000年にドイツゲーム大賞の6位を受賞し、ドイツ年間ゲーム大賞には最終ノミネートされ、
国際ゲーマーズ賞2001にもノミネートされた。
原題（フランス版）は"Citadelles" （城塞）だが、ドイツ語版は""Ohne Furcht und Adel" （恥も外聞もなく）、日本では『あやつり人形』と題されている。なお、英語版は"Citadels"と直訳されている。
エキスパンションで職業と建物が追加されているが、日本語版ではこれらも同梱されている。
追加職業やトークンが増えたあやつり人形 (Citadels) 完全日本語版が2016年に発売された。

## 基本ルール
初めに職業を選択する。スタートプレイヤーから順に職業カードから1枚を選択し、残りを左隣のプレイヤーに渡す。全員の職業が決定すると、以下の職業の上から順番に手番を実行していく。
1. 暗殺者 - 指定した職業のプレイヤーを行動不能にできる。
2. 盗賊 - 指定した職業のプレイヤーの所持金をすべて奪える。
3. 奇術師 - 誰か1人もしくは山札と手札を交換できる。
4. 王様 - 次回のスタートプレイヤーになれる。
5. 司教 - 将軍に建物を壊されない。
6. 商人 - お金を余分に取得できる。
7. 建築家 - 建物を余分に建築できる。
8. 将軍 - 他プレイヤーの建物を壊せる。

自分の手番が来ると、以下の行動ができる。職業に対応する色の建物を建築していた場合、さらにボーナスがもらえる場合もある。
- お金を補充するか、建物カードを補充する。
- 必要なコストを支払って、建物カードを場に出す（建築する）。
- 職業ごとの特殊能力を使う。

規定の枚数、建物カードを場に出したプレイヤーが出たラウンドで、ゲームは終了する。ゲーム終了時に建築カードによるポイントやボーナスポイントから各プレイヤーのポイントを求め、最もポイントが高いプレイヤーが勝者となる。